# Santiago brázdí moře
Santiago brázdí moře (v anglickém originále Santiago of the Seas) je americký animovaný seriál vytvořený Niki Lopez, Leslie Valdes a Valerií Walsh Valdes pro stanici Nickelodeon.
Seriál byl prvně odvysílán 9. října 2020. Druhá série byla vysílána od 7. ledna 2022.

## Obsah
Malý Santiago spolu se svými kamarády bratrancem Tomásem a mořskou pannou Lorelai vypátrají tajemství pirátského kapitána Calavery. Santiago se tak stane novým kapitánem lodi El Bravo a za pomoci kamarádů a také kouzel chrání svůj domov, ostrov Isla Encanto i celý karibik před nepřáteli.

## Hlavní postavy
- Santiago Montes, v první sérii jej namluvil v originále Kevin Chacon, v českém znění Filip Vlastník. V druhé sérii v originále Valentino Cortes.
- Tomás, hlas v originále Justice Quiroz, v českém znění Daniel Vano,
- Lorelai (hlas v originále Alyssa Cheatham, v českém znění Linda Křišťálová)